# 新宮町
新宮町（しんぐうまち）は、福岡県の福岡・宗像地方にある町。糟屋郡に属する。福岡都市圏の一部であり、福岡市への通勤者が多く人口の43.9%を占める。これは、新宮町に住む人が新宮町内で働く人の割合40.2%よりも高く、糟屋郡の中でも福岡市に依存している面が強い。

## 概要
福岡市に隣接するものの人口増加は1990年代まで緩やかであり、人口は長く1万人台で、2000年代も2万人弱と微増傾向で推移していたが、2010年代に入り新宮中央駅周辺、NTT社宅跡地（杜の宮）などで宅地開発が進み、2015年5月に3万人を突破した。2015年の国勢調査では人口増加率が22.9%を記録し、全国の市町村で1位を記録した。（ただし、特別区では千代田区が23.9%を記録している）。2020年の国勢調査では、14歳以下の若年人口の比率が20.7%で、人口1000人以上の市町村で最も高い。

## 地理

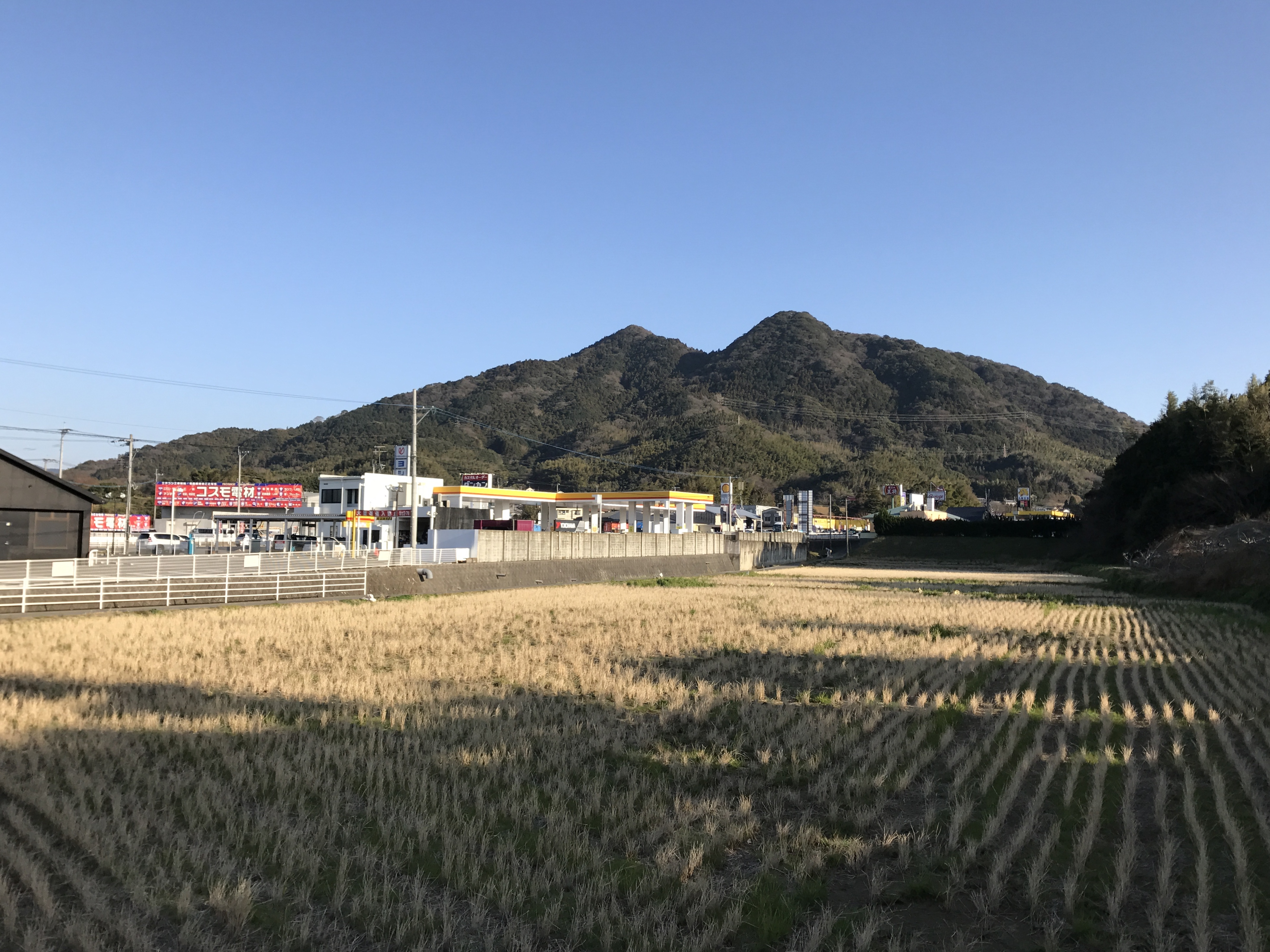
町内から望む立花山

新宮町は福岡県の北西部に位置し、福岡市の東部に隣接する。北西部は玄界灘に面しており、海岸は玄海国定公園に指定されている。玄界灘の沖合いには相島がある。また、南東部には立花山があり風光明媚な地域である。

### 隣接している自治体・行政区
- 福岡市（東区）
- 古賀市
- 糟屋郡久山町

### 地名
- 相島
- 上府
- 下府
- 新宮
- 湊
- 立花口（旧立花村）
- 原上（旧立花村）
- 的野（旧立花村）
- 三代（旧立花村）
- 湊坂1丁目～6丁目（1991年、下府・湊より発足）
- 桜山手1丁目～3丁目（1991年、下府より発足）
- 花立花1丁目～5丁目（1993年、立花口より発足）
- 緑ケ浜1丁目～4丁目（1996年、上府より発足）
- 夜臼1丁目～6丁目（2003年、下府・三代より発足）
- 美咲1丁目～3丁目（2004年、下府より発足）
- 下府1丁目～8丁目（2005年、下府より発足）
- 杜の宮1丁目～4丁目（1丁目～3丁目は2007年、4丁目は2012年、下府・上府より発足）
- 中央駅前1丁目～2丁目（2012年、上府より発足）
- 上府北1丁目～4丁目（2015年、上府より発足）
- 新宮東1丁目～5丁目（2017年、上府・下府・三代の各一部より発足）
- 三代西1丁目～2丁目（2018年、三代・下府・原上の各一部より発足）

## 歴史
- 初期の刻目突帯文土器である、夜臼式土器の標式遺跡の夜臼遺跡がある。
- 古代は、宗像郡席内郷に属していたが、奈良・平安時代頃に糟屋郡に郡代えされている。
- 戦国時代は立花氏の領土であった。

### 近現代
- 1889年（明治22年） - 4月1日 町村制施行により、的野村・立花口村・原上村・三代村が合併し立花村が、上府村・下府村・湊村・新宮村・相島村が合併し新宮村が誕生する。
- 1954年（昭和29年） - 11月1日 新宮村が町制施行。新宮町となる[5]。
- 1955年（昭和30年） - 4月1日 立花村と新宮町が対等合併し、新町制による新宮町が発足。
- 1997年（平成9年） - 12月26日 福岡市と境界変更。

### 合併問題
隣接する福岡市との合併がしばしば論議されることがあるが、住民の反発などの理由で毎回否認されている（福岡市も、現在は各市町村合併要請を拒否している現状があるとの話もある）。現在のところ、合併について具体的な方向性は示されていないが2通りの意見がある。
「福岡市」論
志賀島や香椎の様に福岡市の構成員となって生活水準を向上しようとする意見。他の合併論より最も現実的かつ住民も賛同的である。現在、町内各地で行われているインフラ整備や土地区画整理事業は新宮自身に磨きをかけて合併交渉に臨もうとしているためであるという見方もある。前新宮町長が推進していた。
「福津市・古賀市」論
2007年7月10日、古賀市長は福津市長、新宮町長に二市一町（福津市、古賀市、新宮町）合併の提言を行った。

### 歴代町長
- 中野昌昭（1995年4月27日 - 2011年4月26日）4期
- 長崎武利（2011年4月27日 - 2023年4月26日）3期

## 行政

### 町長
- 桐島光昭（1期目）
- 任期：2027年4月26日

### 町議会
- 定数：12人
- 任期：2023年5月1日から2027年4月30日

### 公共施設
- そぴあしんぐう
- シーオーレ新宮

### 消防
- 粕屋北部消防本部（古賀市）
  - 粕屋北部消防署新宮分署

### 警察
- 福岡県警察粕屋警察署（粕屋町）
  - 新宮交番

## 産業

### 漁業
- 新宮漁港
- 相島漁港

### 商業
国道3号線沿いを中心にロードサイド型店舗が林立し、休日を中心に福岡都市圏内外からの客でにぎわう。町内はカラオケ店も多く立地している。
新宮中央駅周辺エリアでは九州初出店となった家具世界大手のIKEAをはじめ、周辺にニトリ、中村家具、SAKODA、東京インテリアと言った郊外型家具店、IKEAのすぐとなりに進出し同じく九州初出店となったカインズをはじめ、ナフコ・コーナンなどホームセンターが多く全国屈指の激戦区となっている。また、うどん店も多くこちらもローカル番組で特集されるなど激戦区として知られている。

#### 主な商業施設
家具店・ホームセンター
- IKEA福岡新宮
- カインズ福岡新宮店
- 東京インテリア家具福岡新宮店
- 中村家具新宮店
- アウトレットエックス福岡新宮店
- ホームプラザナフコ新宮店
- ナフコ福岡東店
- コーナンPRO福岡新宮店

ディスカウントストア
- メガセンタートライアル新宮店
- ロピア福岡新宮店

### 新宮町に本社・本店を置く企業
- 矢野特殊自動車
- アルナ矢野特車（本店）
- 九州フジパン
- フランソア
- 八洋食品
- 博多ふくいち

## 地域

### 人口
男性　16,229人
女性　17,304人
人口　33,533人
世帯  13,637世帯

(2022年8月現在)
| |                                        |  |
| 新宮町と全国の年齢別人口分布（2005年） | 新宮町の年齢・男女別人口分布（2005年） |  |
| ■紫色 ― 新宮町 ■緑色 ― 日本全国 | ■青色 ― 男性 ■赤色 ― 女性              |  |
| 新宮町（に相当する地域）の人口の推移 \| 1970年（昭和45年） \| 10,824人 \| \| \| 1975年（昭和50年） \| 12,429人 \| \| \| 1980年（昭和55年） \| 13,863人 \| \| \| 1985年（昭和60年） \| 14,954人 \| \| \| 1990年（平成2年） \| 15,493人 \| \| \| 1995年（平成7年） \| 19,227人 \| \| \| 2000年（平成12年） \| 22,431人 \| \| \| 2005年（平成17年） \| 23,447人 \| \| \| 2010年（平成22年） \| 24,679人 \| \| \| 2015年（平成27年） \| 30,344人 \| \| \| 2020年（令和2年） \| 32,927人 \| \| |                                        |  |
| 総務省統計局 国勢調査より |                                        |  |
| 1970年（昭和45年） | 10,824人                               |  |
| 1975年（昭和50年） | 12,429人                               |  |
| 1980年（昭和55年） | 13,863人                               |  |
| 1985年（昭和60年） | 14,954人                               |  |
| 1990年（平成2年） | 15,493人                               |  |
| 1995年（平成7年） | 19,227人                               |  |
| 2000年（平成12年） | 22,431人                               |  |
| 2005年（平成17年） | 23,447人                               |  |
| 2010年（平成22年） | 24,679人                               |  |
| 2015年（平成27年） | 30,344人                               |  |
| 2020年（令和2年） | 32,927人                               |  |

2020年現在、全市町村で14歳以下の割合（20.8%）が65歳以上の割合（18.4%）を上回っている自治体は当町と沖縄県南風原町のみである。

### 教育
高等学校
- 福岡県立新宮高等学校

町立中学校
- 新宮中学校
  - 相島分校
- 新宮東中学校

町立小学校
- 新宮小学校
- 新宮東小学校
- 新宮北小学校
- 立花小学校
- 相島小学校

特別支援学校
- 福岡県立福岡特別支援学校
  - 新光園分校（2011年閉校）

## 交通

### 鉄道
- 西日本鉄道（西鉄）
  - 貝塚線：西鉄新宮駅
- JR九州
  - 鹿児島本線：新宮中央駅

JRについては町内を鹿児島本線が通っていたが、長年駅はなかった。「沖田土地区画整理事業」・「緑ケ浜土地区画整理事業」が決定し、これに合わせて2010年に新宮中央駅が開業した。
なお、福工大前駅はもともと新宮町に設置される予定だったが、当時の町の長老達が反対し、隣接する糟屋郡和白村（現在の福岡市東区和白丘）に「筑前新宮駅」として設置された。
西鉄貝塚線はかつて宮地岳線と称し、2007年4月1日の宮地岳線一部区間廃止まで、西鉄新宮駅は津屋崎駅（福津市）へ至る同線の途中駅だった。一部区間廃止により西鉄新宮駅が終点となっている。

### 道路

#### 高速道路
九州自動車道が通過しているが町内にインターチェンジはない。隣の古賀市内にある古賀インターチェンジが最も近い。

#### 国道
- 国道3号
- 国道495号

#### 県道
主要地方道
- 福岡県道35号筑紫野古賀線

一般県道
- 福岡県道504号町川原福岡線
- 福岡県道537号湊下府線
- 福岡県道538号湊塩浜線
- 福岡県道539号小竹下府線
- 福岡県道540号山田新宮線

### バス
- 西鉄バス（西日本鉄道・西鉄バス宗像） - 国道3号および国道495号（旧3号）を通り、当町を経由し福岡市・古賀市・福津市・宗像市を結ぶ路線網を持つ。町内に新宮自動車営業所を設置していたが、2019年3月15日をもって廃止された[8]。
  - 26・26A：天神 - 中洲 - 蔵本 - （26は国道3号経由、26Aは都市高速経由） - 福岡女子大前 - 和白 - 新宮 - 人丸 - 下の府 - 特別支援学校前 - 上の府 - 新宮・緑ヶ浜 - 古賀 - 花見 - 福間駅前 - 光陽台六丁目・津屋崎・赤間営業所
  - 26A：天神 → 中洲 → 蔵本 → （都市高速） → 福岡女子大前 → 和白 → 人丸 → 下の府 → 福祉センター前 → 下深町 → 沖田 → 新宮中央駅・IKEA前
  - 急行：天神 - 中洲 - 蔵本 - （都市高速） - 九州産業大学南口 - 平山 - 高美台一丁目 - 大蔵 - 高松神社前 - 夜臼 - 亥の坂 - 新宮東小学校 - 沖田 - 新宮中央駅・IKEA前
  - 急行：天神 - 中洲 - 蔵本 - （都市高速） - 九州産業大学南口 - 平山 - 三代 - 新宮中原 - 上の府太郎丸 - 舞の里・森林都市・赤間営業所・広陵台児童公園前・青葉台入口・日赤看護大学
- 新宮町コミュニティバス「マリンクス」 - 町内各地を運行するコミュニティバス。町内各駅と相島渡船場を結ぶ路線もある。
- 古賀市公共施設等連絡バス「コガバス」 - 古賀市が運行するコミュニティバスで新宮中央駅と古賀市内を結ぶ。
- 高速バス（福岡市 - 直方市、西鉄バス筑豊） - 町内の九州自動車道上にある高速立花山バス停に停車する。
  - 天神高速BT - 中洲 - 蔵本 - 高速立花山 - 高速青柳 - 若宮IC - 直方PA - 八幡IC - 馬場山ランプ入口 - 緑ケ丘 - 直方市内

### 船舶

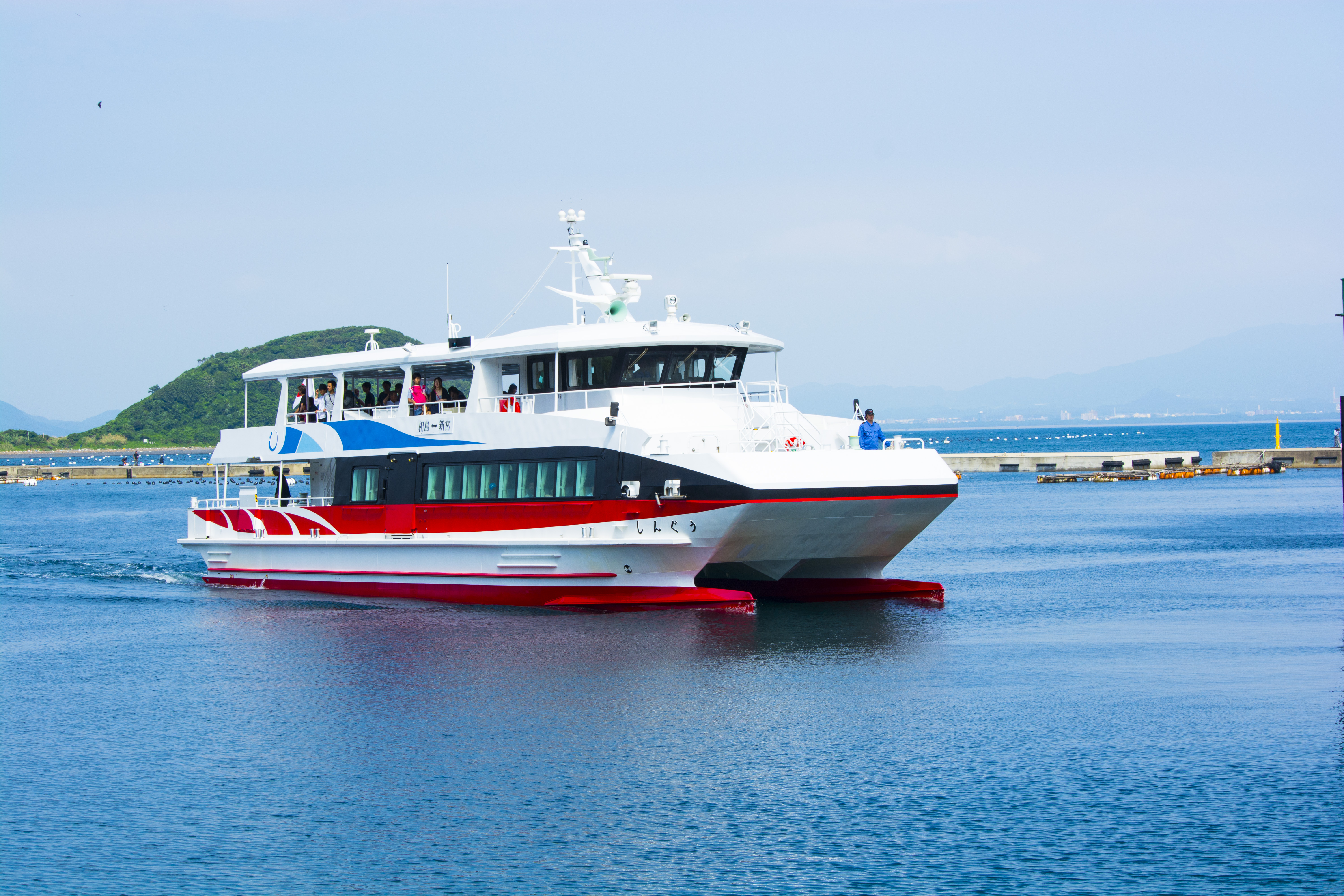
新宮町営渡船しんぐう

- 新宮町営渡船（相島渡船） - 新宮漁港と相島漁港を結ぶ。

## 名所・旧跡・観光スポット・祭事・催事

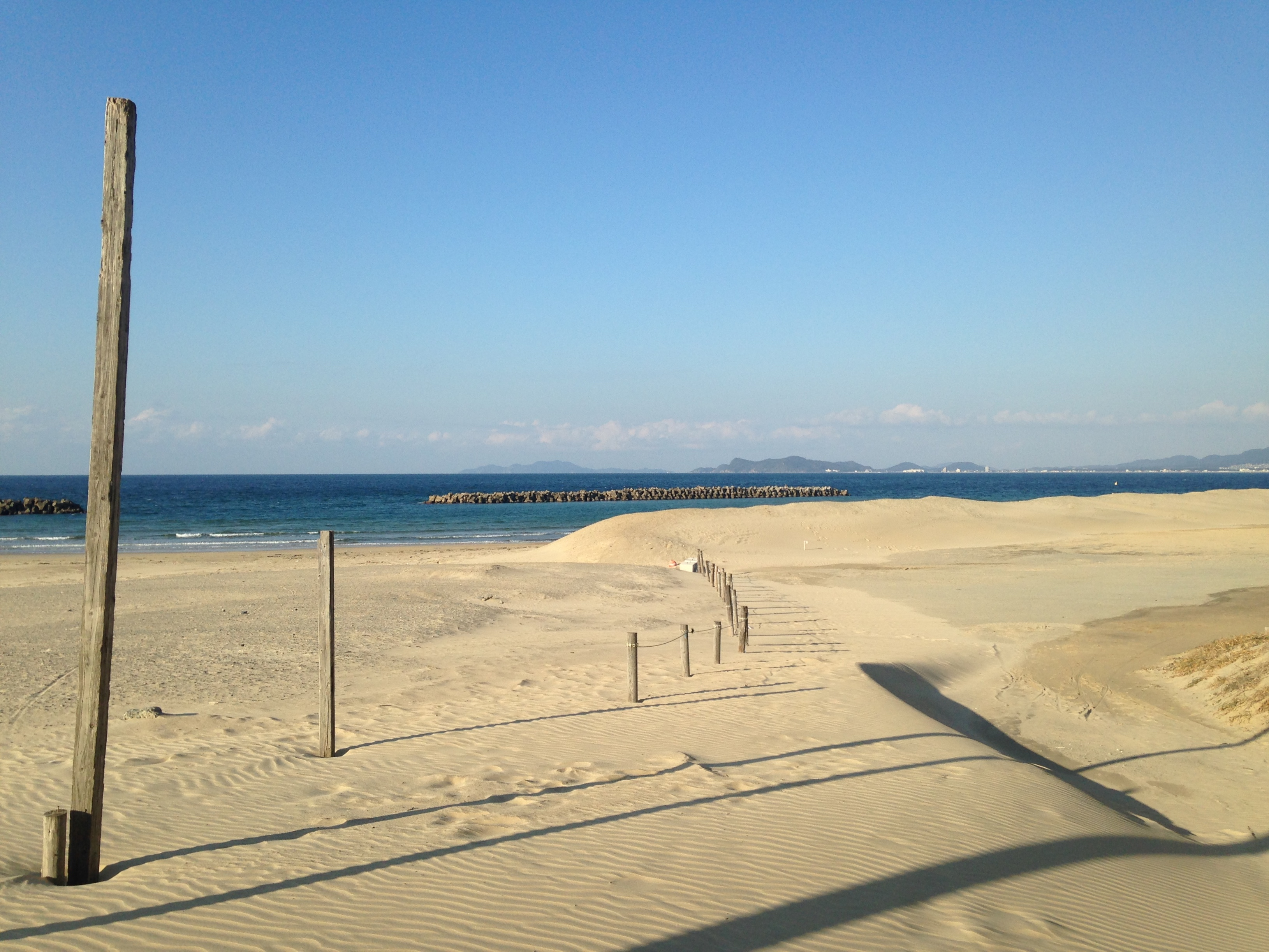
新宮海水浴場

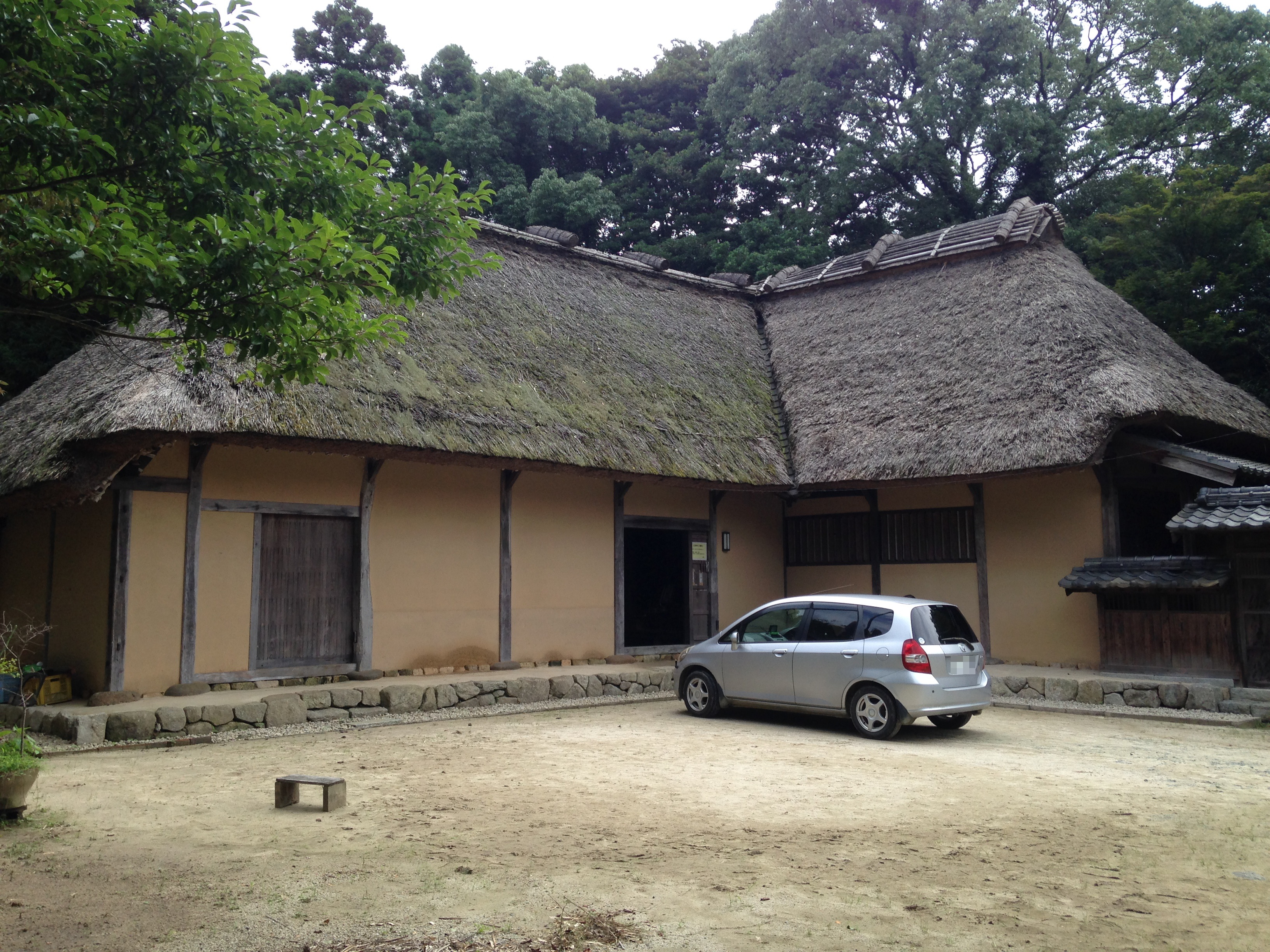
横大路家住宅

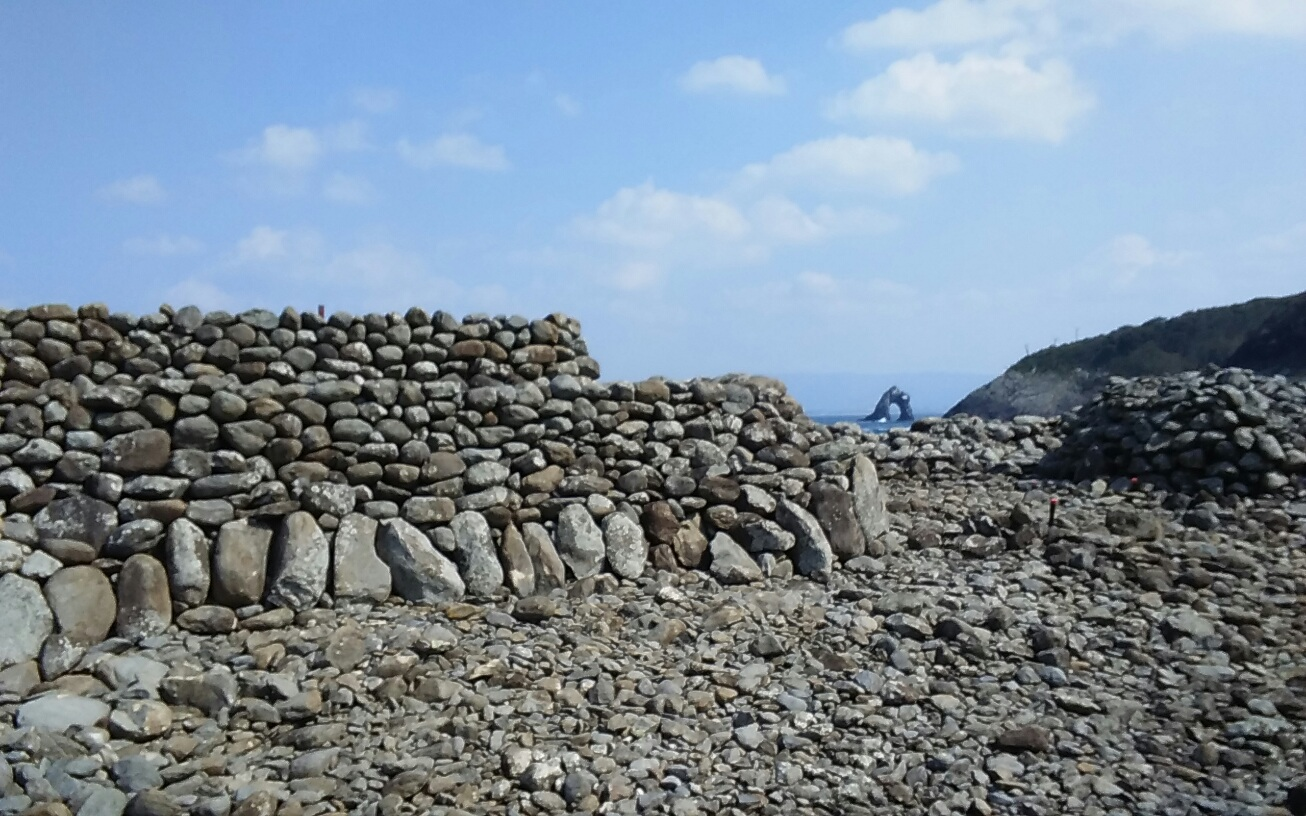
相島(相島積石塚群と鼻栗瀬)

- 立花山、立花山城跡
- 横大路家住宅（千年家）
- 人丸神社
- 相島
- 新宮海水浴場

## 著名な出身者
- 金内喜久夫 - 俳優
- 北崎千代佳 - コントラバス奏者
- 小林亮寛 - 野球選手
- 時錦恒則 - 大相撲力士
- 藤原朋子[9] - 厚生・厚生労働官僚